# Cunha Porã
Pour les articles homonymes, voir Cunha.
Cunha Porã est une ville brésilienne située dans la mésorégion Ouest de Santa Catarina, dans l'État de Santa Catarina.

## Géographie
Cunha Porã se situe par une latitude de 26° 53′ 37″ sud et par une longitude de 53° 10′ 05″ ouest, à une altitude de 570 mètres. Sa population était de 10 613 habitants au recensement de 2010. La municipalité s'étend sur 220 km2.
Elle fait partie de la microrégion de Chapecó, dans la mésorégion Ouest de Santa Catarina.

## Histoire
La population de Cunha Porã s'est formée autour d'un noyau d'immigrants allemande, de religion protestante, en provenance de l'État du Rio Grande do Sul, arrivés dans la région pour exploiter les terres fertiles que l'on y trouve. Ils sont amenés par la compagnie colonisatrice Sul Brasil.
À leur arrivée, ils trouvent une région totalement inoccupée et s'installent à l'emplacement actuel de la ville, ainsi que dans les localités d'Araçá et Borevi.
Longtemps après, quelques immigrants d'origine italienne arrivent également dans la région et occupent d'autres localités, comme Pindorama et Salete.
Aujourd'hui, la municipalité compte trente localités dispersées sur l'ensemble de son territoire.

## Villes voisines
Cunha Porã est voisine des municipalités (municípios) suivantes :
- Caibi
- Cunhataí
- Iraceminha
- Maravilha
- Modelo
- Palmitos
- Riqueza
- Saudades